# Eulemur
Eulemur é um gênero de lêmures da família Lemuridae. Pode ser encontrado apenas em Madagascar, incluindo ilhas adjacentes como Nosy Be e Nosy Komba, e nas Ilhas Comores (Mayotte, Moheli e Anjouan). Os membros desse gênero são conhecidos como lêmures verdadeiros e também como lêmures marrons.

## Espécies
- Eulemur albifrons (É. Geoffroy, 1812)
- Eulemur cinereiceps A. Grandidier e Milne-Edwards, 1890
- Eulemur collaris (É. Geoffroy, 1812)
- Eulemur coronatus (Gray, 1842)
- Eulemur flavifrons J. E. Gray, 1867
- Eulemur fulvus (É. Geoffroy, 1796)
- Eulemur macaco (Linnaeus, 1766)
- Eulemur mongoz (Linnaeus, 1766)
- Eulemur rubriventer (I. Geoffroy, 1850)
- Eulemur rufus (Audebert, 1800)
- Eulemur rufifrons Bennett, 1833
- Eulemur sanfordi Archbold, 1932